# Рівняння Прока
Рівняння Прока — рівняння, що описують кінематику вільної масивної частинки маси {\displaystyle \ m} та спіну {\displaystyle \ s=1} (у одиницях {\displaystyle \ c=\hbar =1}).
Вони мають вигляд
{\displaystyle \ \left(\partial _{\mu }\partial ^{\mu }+m^{2}\right)A_{\mu }=0,\quad \partial ^{\mu }A_{\mu }=0\qquad (0)},
де
{\displaystyle \ \partial _{\mu }\equiv \left({\frac {\partial }{\partial t}},\nabla \right)}
- коваріантна похідна,
{\displaystyle \ A_{\mu }} — лоренців 4-вектор, або, у еквівалентному вигляді,
{\displaystyle \ \partial _{\mu }\partial ^{\mu }A_{\nu }-\partial _{\nu }\partial _{\mu }A^{\mu }+m^{2}A_{\nu }=0}.

## Лагранжіан рівняння Прока
Рівняння {\displaystyle \ (0)} може бути отримано варіацією дії
{\displaystyle \ S=\int d^{4}x\left(-{\frac {1}{4}}F_{\mu \nu }F^{\mu \nu }+m^{2}A_{\mu }A^{\mu }\right)=\int d^{4}xL(x)\qquad (1)},
де
{\displaystyle \ F_{\mu \nu }\equiv \partial _{\mu }A_{\nu }-\partial _{\nu }A_{\mu }}.
Варіація дії дає рівняння Ейлера-Лагранжа,
{\displaystyle \ \partial _{\mu }\left({\frac {\partial L}{\partial (\partial _{\mu }A_{\nu })}}\right)={\frac {\partial L}{\partial A_{\nu }}},}
які для дії {\displaystyle \ (1)} приймають вигляд
{\displaystyle \ -\partial _{\mu }\partial _{\nu }A^{\mu }+\partial ^{2}A_{\nu }+m^{2}A_{\nu }=0\qquad (2)}.
Діючи на це рівняння оператором {\displaystyle \ \partial ^{\nu }}, можна отримати
{\displaystyle \ m^{2}\partial _{\mu }A^{\mu }=0},
і тоді при {\displaystyle \ m^{2}\neq 0} рівняння {\displaystyle \ (2)} набуває вигляду
{\displaystyle \ (\partial ^{2}+m^{2})A_{\nu }=0}

## Розв'язок рівняння Прока
Як видно із рівнянь {\displaystyle \ (0)}, векторне поле {\displaystyle \ A_{\mu }} має три ступені вільності (умова {\displaystyle \ \partial _{\mu }A^{\mu }=0} зменшує число незалежних ступенів вільності на одну).
В силу цього та лінійності рівнянь прока його розв'язок може бути знайдений Фур'є-перетворенням
{\displaystyle \ A_{\mu }(x)=\sum _{\sigma =-1,0,1}\int {\frac {d^{3}\mathbf {p} }{\sqrt {(2\pi )^{3}2E_{\mathbf {p} }}}}\left(\epsilon _{\mu }^{\sigma }(\mathbf {p} )e^{-ipx}a_{\sigma }(\mathbf {p} )+\epsilon _{\mu ,\sigma }^{*}(\mathbf {p} )a_{\sigma }^{*}e^{ipx}\right)},
де вектори поляризації {\displaystyle \ \epsilon _{\mu ,\sigma }(\mathbf {p} )} задовольняють умовам
{\displaystyle \ p_{\mu }\epsilon _{\sigma }^{\mu }=0,\quad \epsilon _{\sigma }^{\mu }\epsilon _{\mu ,\sigma {'}}=\delta _{\sigma \sigma {'}}}
Із вказаних умов слідує важливе правило суми за поляризаціями {\displaystyle \ \sigma }:
{\displaystyle \ \sum _{\sigma }\epsilon _{\mu ,\sigma }\epsilon _{\nu ,\sigma }^{*}=-\left(g_{\mu \nu }-{\frac {p_{\mu }p_{\nu }}{m^{2}}}\right)}

## Рівняння Прока та реалістична фізика
У природі рівняння Прока описують вільне розповсюдження векторних бозонів електрослабкої взаємодії — {\displaystyle \ W-,Z-} бозонів — в унітарному калібуванні. Векторні бозони отримують масу внаслідок механізму Хіггса. Також рівняння Прока описують векторні мезони (зокрема, {\displaystyle \ \rho -} та {\displaystyle \ \omega -}мезони), що виникають у квантовій хромодинаміці нижче шкали сильного зв'язку.

### Приклад. Рівняння Прока та механізм Штюкельберга
Нехай є теорія з локальною симетрією {\displaystyle \ U(1)}, що описує безмасове векторне поле {\displaystyle \ A_{\mu }} у приєднаному представленні {\displaystyle \ U(1)} локальної групи симетрії, яке взаємодіє з комплексним скалярним полем {\displaystyle \ \varphi }; і нехай симетрія {\displaystyle \ U(1)} є порушеною. Така теорія дається лагранжіаном
{\displaystyle \ L=-{\frac {1}{4}}F_{\mu \nu }F^{\mu \nu }+|D_{\mu }\varphi |^{2}+\mu ^{2}|\varphi |^{2}-\lambda |\varphi |^{4},\quad D_{\mu }\equiv \partial _{\mu }-eiA_{\mu }},
що є інваріантним відносно перетворення {\displaystyle \ \varphi \to e^{i\alpha (x)}\varphi ,\quad A_{\mu }\to A_{\mu }-{\frac {1}{e}}\partial _{\mu }\alpha }.
Обираючи параметризацію для двох ступенів вільності {\displaystyle \ \varphi } у вигляді {\displaystyle \ \varphi ={\frac {1}{\sqrt {2}}}\rho e^{i\kappa }}, де {\displaystyle \ \rho ={\sqrt {\frac {\mu ^{2}}{\lambda }}}+\psi (x)\equiv v+\psi (x)},
можна перетворити лагранжіан до вигляду
{\displaystyle \ L=-{\frac {1}{4}}F^{2}+{\frac {e^{2}v^{2}}{2}}A^{2}+{\frac {e^{2}}{2}}\psi ^{2}A^{2}+{\frac {1}{2}}(\partial _{\mu }\psi )^{2}-{\frac {\mu ^{2}}{2}}\psi ^{2}-\lambda v\psi ^{3}-{\frac {\lambda }{4}}\psi ^{4}}.
Нехай далі {\displaystyle \ e\to 0,\quad v\to \infty }, причому {\displaystyle \ e\times v=const=m}. Тоді ефективно лагранжіан розбивається на дві частини: лагранжіан суто для калібрувального поля,
{\displaystyle \ L_{A}=-{\frac {1}{4}}F^{2}+{\frac {m^{2}}{2}}A^{2}},
і лагранжіан суто скалярного поля,
{\displaystyle \ L_{\psi }={\frac {1}{2}}(\partial _{\mu }\psi )^{2}-{\frac {\mu ^{2}}{2}}\psi ^{2}-\lambda v\psi ^{3}-{\frac {\lambda }{4}}\psi ^{4}}.
Таким чином, поле {\displaystyle \ \psi } є невидимим, і по ньому можна проінтегрувати, а калібрувальне поле поводить себе як масивне, описуючись рівнянням Прока.

## Рівняння Прока як виділення незвідного представлення групи Пуанкаре
Оскільки група Пуанкаре є кінематичною групою симетрії у фізиці на масштабах, коли ефектами Загальної теорії відносності можна знехтувати, то елементарні частинки мають реалізовувати її незвідні представлення. Відповідно до класифікації Вігнера незвідних представлень групи Пуанкаре, незвідні представлення, що реалізовують частинку маси {\displaystyle \ m} та спіну {\displaystyle \ s}, є власними станами для двох операторів Казиміра, {\displaystyle \ {\hat {P}}_{\mu }{\hat {P}}^{\mu }}, {\displaystyle \ {\hat {W}}_{\mu }{\hat {W}}^{\mu }}, із власними значеннями
{\displaystyle \ {\hat {P}}_{\mu }{\hat {P}}^{\mu }=m^{2},\quad {\hat {W}}_{\mu }{\hat {W}}^{\mu }=-m^{2}s(s+1)\qquad (3)}.
Фоківський стан
{\displaystyle \ |\mathbf {p} ,\sigma \rangle \equiv {\hat {a}}_{\sigma }^{\dagger }(\mathbf {p} )|{\text{0}}\rangle ,\quad p_{\mu }p^{\mu }=m^{2},}
який реалізує одночастинковий стан із масою {\displaystyle \ m} та спіном {\displaystyle \ s},
пов'язаний із відповідним полем народження та знищення:
{\displaystyle \ {\hat {\Phi }}(x)=\sum _{\sigma =-s}^{s}\int {\frac {d^{3}\mathbf {p} }{\sqrt {(2\pi )^{3}2E_{\mathbf {p} }}}}\left({\hat {b}}_{\sigma }^{\dagger }(\mathbf {p} )v_{\sigma }(\mathbf {p} )e^{ipx}+{\hat {a}}_{\sigma }(\mathbf {p} )u_{\sigma }(\mathbf {p} )e^{ipx}\right),}
де {\displaystyle \ {\hat {b}}_{\sigma }^{\dagger }(\mathbf {p} )} народжує одночастинковий стан із тими же масою та спіном, але із протилежними зарядами.
Нехай тепер є простір {\displaystyle \ H_{A,B}\equiv \left({\hat {\Phi }}_{a_{1}...a_{A}{\dot {b}}_{1}...{\dot {b}}_{b}}|{\hat {\Phi }}_{(a_{1}...a_{A})({\dot {b}}_{1}...{\dot {b}}_{B}})={\hat {\Phi }}_{a_{1}...a_{A}{\dot {b}}_{1}...{\dot {b}}_{B}}\right)} незвідних представлень {\displaystyle \ \left({\frac {A}{2}},{\frac {B}{2}}\right)} групи Лоренца. Тут {\displaystyle \ a,{\dot {b}}} — спінорні індекси. Підпростір цього простору {\displaystyle \ H_{A,B}^{\uparrow }\in H_{A,B}} реалізовує одночастинкові стани із масою {\displaystyle \ m} та спіном {\displaystyle \ s={\frac {A+B}{2}}} (у тому сенсі, що для них виконуються умови {\displaystyle \ (3)}), якщо оператори {\displaystyle \ {\hat {\Phi }}_{a_{1}...a_{A}{\dot {b}}_{1}...{\dot {b}}_{B}}} задовольняють системі рівнянь
{\displaystyle \ {\begin{cases}\left(\partial ^{2}+m^{2}\right){\hat {\Phi }}_{a_{1}...a_{A}{\dot {b}}_{1}...{\dot {b}}_{B}}=0,\\\partial _{a{\dot {b}}}{\hat {\Phi }}^{aa_{1}...a_{A-1}{\dot {b}}...{\dot {b}}_{B-1}}=0,\quad A,B>0\end{cases}}\qquad (4)}.
Тут
{\displaystyle \ \partial _{a{\dot {b}}}\equiv \partial ^{\mu }(\sigma _{a{\dot {b}}})_{\mu },},
{\displaystyle \ \sigma _{\mu }\equiv \left({\begin{pmatrix}1&0\\0&1\end{pmatrix}},{\begin{pmatrix}0&1\\1&0\end{pmatrix}},{\begin{pmatrix}0&-i\\i&0\end{pmatrix}},{\begin{pmatrix}1&0\\0&-1\end{pmatrix}}\right)}.
Розглянемо випадок спіну {\displaystyle \ s=1}, взявши представлення із {\displaystyle \ A=B=1}, тобто,
{\displaystyle \ H_{A,B}\equiv \left({\hat {\Phi }}_{a{\dot {b}}}\right)}.
Тоді, використавши ізоморфізм
{\displaystyle \ {\hat {A}}_{\mu }\equiv {\frac {1}{2}}{\text{Tr}}((\sigma _{\mu }){\hat {\Phi }})},
рівняння {\displaystyle \ (4)} елементарно звести до
{\displaystyle \ {\begin{cases}(\partial ^{2}+m^{2}){\hat {A}}_{\mu }(x)=0,\\\partial _{\mu }{\hat {A}}^{\mu }=0\end{cases}}}
Отримані рівняння називаються рівняннями Прока.